# Хондэн

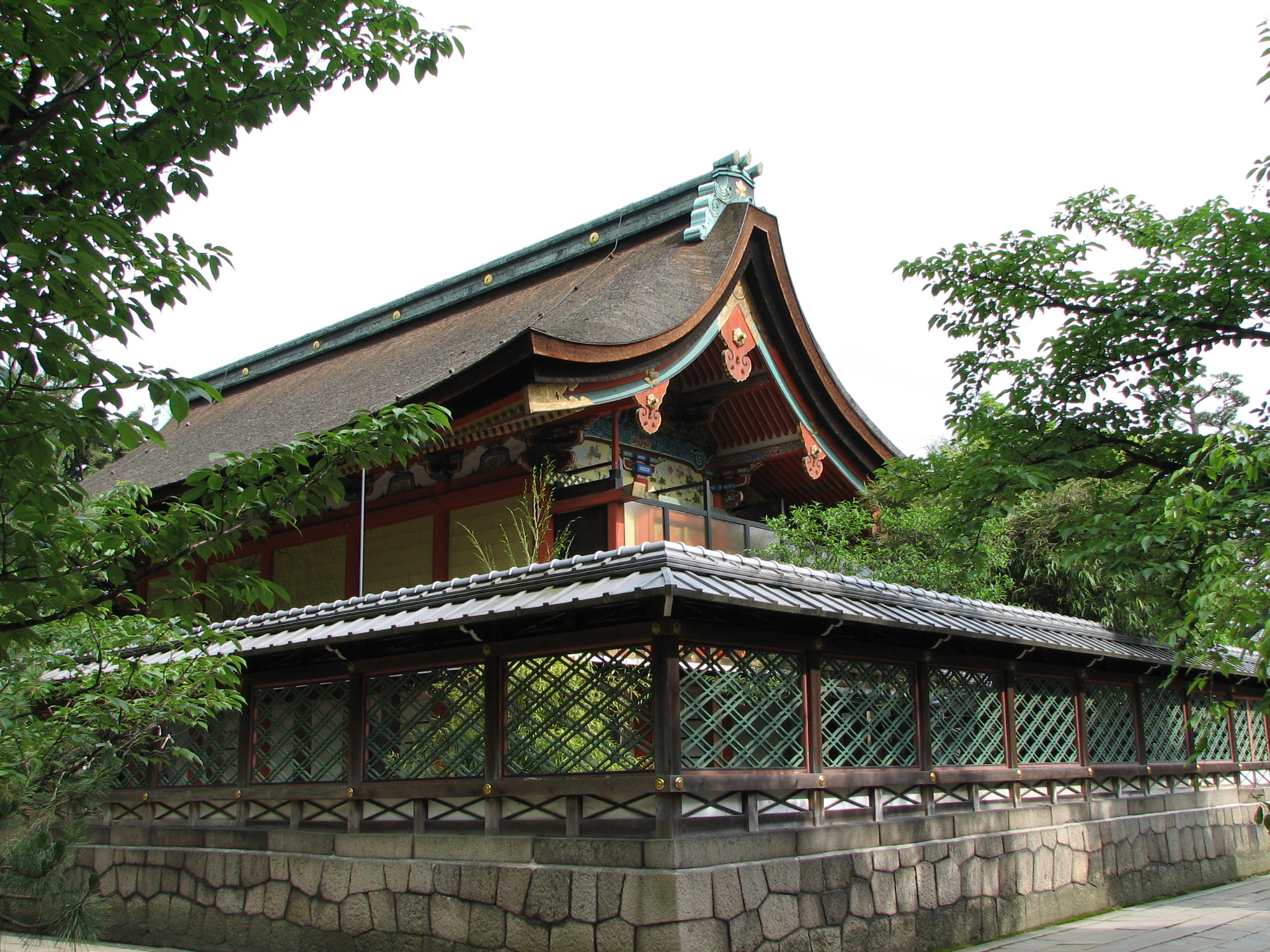
Хондэн в святилище Гокономия, Фусими, Киото, Япония

Хондэн (яп. 本殿, букв. «главное святилище»), также иногда называемое синдэн (яп. 神殿, «обиталище бога») — главное здание синтоистского храмового комплекса. Хондэн считается исключительно домом почитаемого в данном храме божества (ками), поэтому он закрыт для посещения публики. Священнослужители входят в хондэн только для проведения ритуалов. Церемония открытия дверей хондэна является обычно важнейшим ритуальным действом в храме в течение года и может сопровождаться различными празднествами и фестивалями. В хондэне располагается го-синтай (яп. 御神体 или ご神体) — хранилище священных предметов, олицетворяющих местное божество (это может быть ветка дерева или меч, однако конкретное наименование предметов известно разве что главному священнику храма — госинтай категорически запрещается открывать).
Хондэн является сердцем храмового комплекса, представляет собой небольшое здание, находящееся позади остальных построек на возвышении, обычно огороженном забором.
Некоторые храмы могут вовсе не иметь хондэна — например, если храмы посвящены божеству горы, на которой находятся, или поблизости есть химороги (священные места) или ёрисиро (священные объекты, например, выдающиеся деревья) — более «явные» места присутствия божества. Святилище Омива (Нара, Япония), например, не имеет хондэна, поскольку посвящено божеству горы, на которой построено.
В некоторых храмовых комплексах может быть несколько хондэнов (если храмы посвящены нескольким божествам), как например в храме Ятоги (Тэнри, Нара, Япония).